# 容赦なき戦争
容赦なき戦争 太平洋戦争における人種差別 (英語:War Without Mercy: Race & Power In the Pacific War)とは、ジョン・ダワーによって上梓された歴史の本である。1986年、W. W. ノートンアンドカンパニーによって出版された。
太平洋戦争中の日本と西洋のプロパガンダについて取り上げられ、特にアメリカ合衆国に焦点が当てられている。
本書では日本兵が米軍に投降した場合、その半数が殺害されたことについての記述がある。

## 訳書
- 斎藤元一訳[6]『容赦なき戦争――太平洋戦争における人種差別』平凡社ライブラリー、2001年
  - 元版『人種偏見――太平洋戦争に見る日米摩擦の底流』TBSブリタニカ、1987年

## 出版
- Dower, John W. War Without Mercy: Race & Power In the Pacific War (1993 ed.). W.W. Norton & Co. pp. 317. ISBN 0-394-75172-8 Total pages: 399.